# بیانتزانو
بیانتزانو (به ایتالیایی: Bianzano) یک کومونه در ایتالیا است که در استان برگامو واقع شده‌است. بیانتزانو ۶ کیلومتر مربع مساحت و ۵۴۳ نفر جمعیت دارد و ۶۱۴ متر بالاتر از سطح دریا واقع شده‌است.